# Martin Selmayr
Martin Selmayr, né le 5 décembre 1970 à Bonn en Allemagne, est un avocat et homme politique allemand.
Membre du parti belge flamand Christen-Democratisch en Vlaams, occupant différentes fonctions au sein de la Commission européenne à partir de 2004, il organise en 2014 la campagne de Jean-Claude Juncker au poste de président de la Commission européenne, puis devient son directeur de cabinet, une fois l'intéressé élu.
En mars 2018, Jean-Claude Juncker le nomme secrétaire général de la Commission dans des conditions controversées. Au travers de ses différentes fonctions, il exerce une influence de premier plan au sein de la Commission européenne, au point d'être parfois perçu comme la personnalité la plus puissante de celle-ci.
Cependant, le Parlement européen adopte à une très large majorité une résolution qui condamne sa nomination, puis exige son départ immédiat. Il finit par quitter son poste le 16 juillet 2019 à l'instigation d'Ursula von der Leyen qui vient d'être élue pour succéder à Jean-Claude Juncker à la tête de la Commission. En août 2019, Martin Selmayr est remplacé par Ilze Juhansone.
Depuis septembre 2024, il est ambassadeur de l'Union européenne près le Saint-Siège, près l'Ordre souverain de Malte, les organisations de l'ONU à Rome et à Saint-Marin.

## Biographie

### Premiers postes et rattachement partisan
Avocat de formation, il a fait ses études dans les universités de Genève et de Passau.
Martin Selmayr a travaillé pour la Banque centrale européenne entre 1998 et 2000 avant de devenir conseiller juridique du groupe de médias allemand Bertelsmann.
Il est membre du parti belge flamand Christen-Democratisch en Vlaams.

### Au sein de la Commission européenne

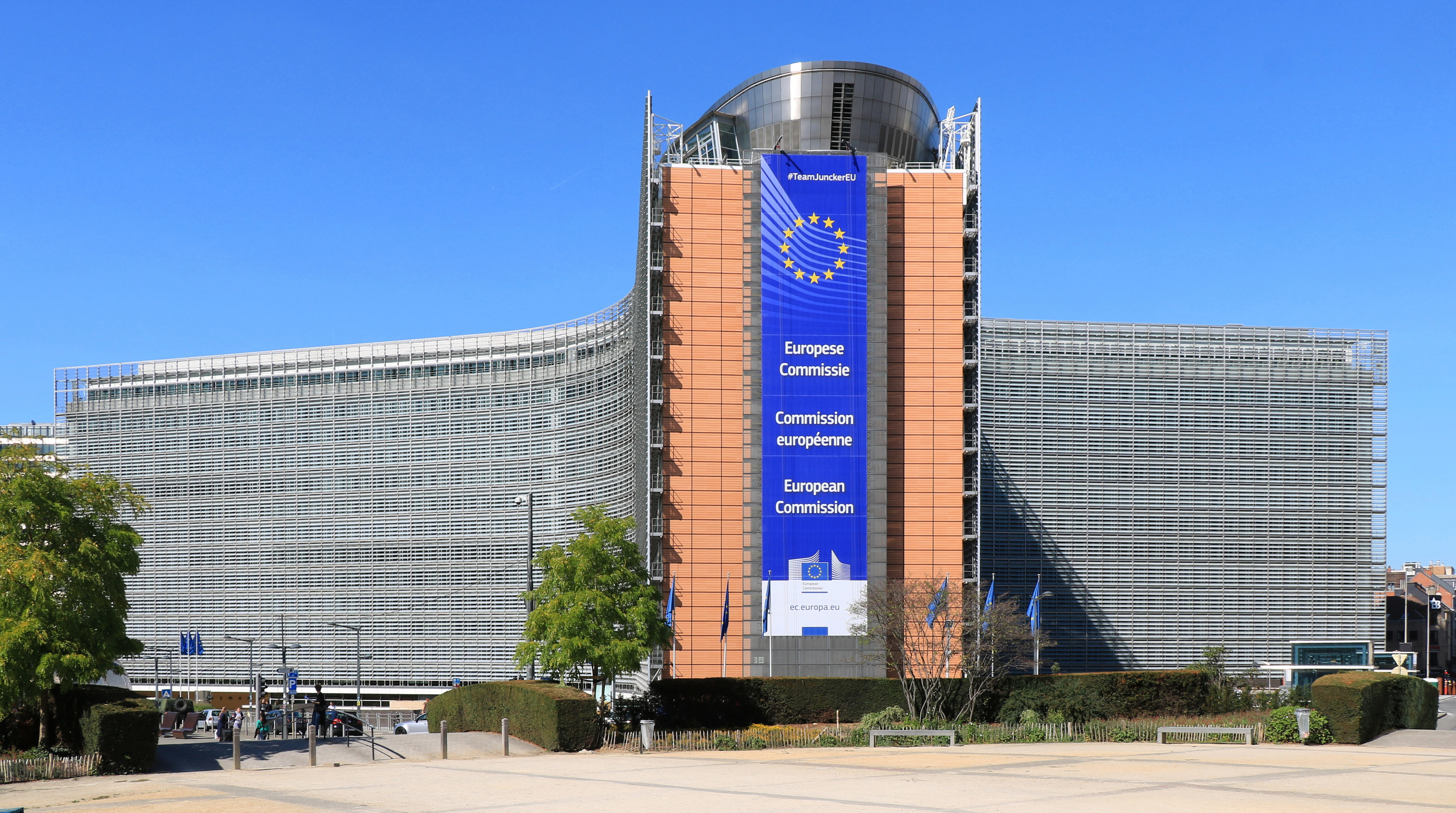
Le siège de la Commission européenne à Bruxelles dont Martin Selmayr est secrétaire général en 2018-2019.

#### Premières fonctions
Depuis 2004, il fait partie du personnel de la Commission européenne, où il occupe d'abord la fonction de porte-parole.
De 2009 à 2014, il est directeur de cabinet de Viviane Reding, commissaire à la Justice. À ce poste, il est l’un des principaux artisans de la fin des frais d’itinérance et du règlement général sur la protection des données (RGPD), et contribue à lancer la création d’un parquet européen.

#### Directeur de cabinet de Jean-Claude Juncker
En 2014, il organise la campagne de Jean-Claude Juncker pour la présidence de la Commission. Une fois celui-ci élu, il devient son directeur de cabinet, ce qui en fait, pour Contexte, « la pièce maîtresse du pouvoir » de Jean-Claude Juncker à Bruxelles : « c’est à lui qu’il sous-traite entièrement l’exécution pratique des grandes lignes définies ensemble ». À ce poste, il est notamment amené à maintenir les propositions sur la taxation des géants du Web, contre l'avis des cabinets de la commissaire au Commerce et du vice-président aux Investissements qui réclament un report. Il contribue également à faire du marché unique numérique une priorité politique pour la Commission Juncker.

#### Secrétaire général de la Commission européenne

##### Une nomination controversée
En mars 2018, il est nommé secrétaire général de la Commission européenne par Jean-Claude Juncker,,, à la surprise générale. Alors qu'il était candidat au poste de secrétaire général adjoint fin janvier, il bénéficie du départ à la retraite surprise, annoncée en plein collège de la Commission, le 21 février, d'Alexander Italianer, secrétaire général depuis 2015. Selon Jean Quatremer, c'est l’Espagnol Luis Romero Requena, directeur général du service juridique, qui organise sa nomination.
Cette nomination au poste administratif le plus prestigieux au sein de l’exécutif européen déclenche une vive polémique, désignée sous le nom de « Selmayrgate ». Elle est contestée pour son processus opaque, à l'insu de la plupart des commissaires européens, et pour son « mélange des genres » entre l'administration et l'appareil politique européens. Mediapart estime également que sa nomination pose des questions « sur l’ampleur des réseaux allemands au cœur de l’UE ». Des eurodéputés ont par ailleurs demandé à la Commission pourquoi la page Wikipédia de ce politique mentionnait sa nomination avant l'annonce officielle. Il a alors affirmé avoir lui-même mis à jour la fiche le concernant, niant les accusations qui lui ont fait face.
Jean-Claude Juncker déclare alors qu'il quitterait la présidence de la Commission européenne si Martin Selmayr venait à être forcé de quitter son nouveau poste.
En avril 2018, le Parlement européen adopte à une très large majorité une résolution qui condamne sa nomination : celle-ci appelle l’exécutif européen à rouvrir le processus de nomination pour que d’autres candidats puissent postuler, demande de reconnaître que l’affaire a terni sa réputation, et exige la fin de cette pratique dans toutes les institutions de l’UE. Le Parlement européen rejette cependant un amendement déposé conjointement par les groupes des Verts et de la Gauche unitaire européenne qui plaide pour une démission immédiate de Martin Selmayr, « jusqu’à ce que la réévaluation de la procédure de nomination ait été menée à bien ».
Dans un communiqué, la Commission rejette l'hypothèse de la réouverture du processus de nomination et affirme avoir « respecté tant l’esprit que la lettre de toutes les règles du statut applicable à l’ensemble des institutions » ; elle propose cependant la tenue d’une « table ronde interinstitutionnelle dans les meilleurs délais », afin de réfléchir à « la façon dont l’application des règles et procédures actuelles pourrait être améliorée ». La médiatrice européenne Emily O'Reilly lance une enquête sur les conditions de la nomination.
En juin 2018, il nomme la Danoise Pia Ahrenkilde Hansen comme secrétaire générale adjointe : celle-ci était la seule candidate à ce poste, tout comme Martin Selmayr au poste de secrétaire général. Jean Quatremer qualifie cette nomination de « nouvelle mascarade » : « Manifestement, personne n’a envie de se suicider en s’opposant à la candidate de Selmayr, désormais le vrai président de la Commission qui cumule, et c’est sans précédent, les fonctions de chef de cabinet et de sherpa ».
Dans ses conclusions rendues en septembre 2018, la médiatrice européenne estime que « la Commission n’a pas suivi correctement les règles pertinentes ni dans la lettre ni dans l’esprit », relevant « quatre cas de mauvaise administration ». La Commission répond en évoquant une « transparence sans précédent ».
Le 13 décembre 2018, approuvant le rapport de la médiatrice européenne, le Parlement européen adopte une résolution à la majorité (71 %) appelant à la démission de Martin Selmayr. Le 26 mars 2019, le Parlement européen exige par 313 voix contre 246 son départ immédiat. Selon Jean Quatremer, ce nouveau vote survient alors que la Commission a reconnu que Martin Selmayr avait supervisé ses réponses au Parlement sur les circonstances de sa nomination, « ce qui constitue une prise illégale d’intérêts ».

##### Exercice de la fonction
Premier fonctionnaire européen, mais aussi homme de pouvoir, il est admiré par les uns, craint et dénigré par les autres qui l'affublent du surnom de « Monstre de la Commission » — Jean-Claude Juncker le surnommant affectueusement « le monstre » — ou « Raspoutine ».
Jean Quatremer affirme en juin 2018 que « le collège des 28 commissaires a totalement démissionné, terrorisé par ce Raspoutine au petit pied. C’est Selmayr qui gère tout, de la communication aux propositions législatives, une situation sans précédent de mémoire d’eurocrate. C’est ainsi à lui seul que l’on doit le très décevant « cadre financier pluriannuel » 2021-2027 qui gèle le budget communautaire à son niveau actuel ou encore le projet de démantèlement partiel de la Politique agricole commune ».
Contexte indique en janvier 2019 qu'il parvient à « se rendre indispensable » au cours de ses premiers mois d'exercice, au point que « plus personne n’affirme qu’il doit partir au terme du mandat de la Commission ».
Il soutient la Croatie dans son différend frontalier avec la Slovénie au sujet de l'accès à la baie de Piran, seul endroit permettant à la Slovénie d’avoir accès aux eaux internationales, notamment en cherchant à remettre en cause le jugement rendu par la Cour permanente d’arbitrage, favorable à la Slovénie.
Après les élections européennes de 2019, plusieurs chefs d’État et de gouvernement demandent expressément son départ. Il tente en vain de promouvoir la candidature du Premier ministre croate, Andrej Plenković, pour la présidence de la Commission. Chargé d'assurer la transition entre la commission sortante et Ursula von der Leyen, candidate pressentie pour succéder à Jean-Claude Juncker, il monte une équipe chargée des auditions de cette dernière auprès des groupes du Parlement européen. Jean Quatremer attribue ses difficultés dans cette phase à sa volonté d'assurer ses intérêts personnels avant tout,. Il annonce son prochain départ de la Commission européenne le 16 juillet 2019, jour de l'élection d'Ursula von der Leyen au Parlement européen. Selon Jean Quatremer c'est Ursula von der Leyen qui aurait exigé et obtenu sa tête. En août 2019, il est remplacé par Ilze Juhansone, qui devient secrétaire général de la Commission européenne,, à titre intérimaire dans un premier temps, puis de façon permanente.